# Südwestanatolische Eidechse
Die Südwestanatolische Eidechse (Anatololacerta oertzeni) gehört zu den Echten Eidechsen.

## Merkmale
Die Südwestanatolische Eidechse ist eine kräftig gebaute und mittelgroße Eidechse. Sie erreicht eine Gesamtlänge bis ungefähr 24 Zentimeter. Rücken und Flanken sind sehr variabel gefärbt. Sie können bräunlich, bräunlich-grünlich oder grünlich sein. Auf dieser Grundfarbe sind helle Flecken mit dunklem Rand oder ein mittel- bis dunkelbraunes Netzmuster vorhanden. Der Bauch ist ungefleckt und hell. Die Kehle ist meist weißlich oder kräftig rotorange bis rötlich gefärbt, seltener auch grünlich. An der Abgrenzung vom Rücken zu den Flanken ist insbesondere bei Halbwüchsigen und Jungtieren ein Längsstreifen vorhanden. Dieser kann durchgehend oder in Flecken aufgelöst sein. Jungtiere besitzen einen türkisblauen Schwanz und eine orangerote Kehle.

## Vorkommen
Die Art kommt im Süden und Südwesten Anatoliens vor sowie auf einigen griechischen Inseln. Sie ist von Seehöhe bis in Höhenlagen von ungefähr 2000 Meter NN anzutreffen. Ihre Lebensräume sind von Felsen geprägt und weisen Büsche sowie lichte Baumbestände auf. Die Art lebt auch in Dörfern, Städten und Obstgärten. Sie kann an Mauern und Baumstämmen emporklettern.

## Lebensweise
Über die Lebensweise der Südwestanatolischen Eidechse gibt es kaum Informationen. Sie ernährt sich vor allem von Arthropoden wie Heuschrecken, Käfern und Spinnen.

## Systematik
Es werden mehrere Unterarten unterschieden. Anatololacerta oertzeni ssp. oertzeni kommt auf der Insel Ikaria vor. Anatololacerta oertzeni ssp. pelasgiana besiedelt die Inseln Symi, Nissiros und Rhodos einschließlich Pentanissos sowie das türkische Festland. Weitere Unterarten sind Anatololacerta oertzeni ssp. budaki, Anatololacerta oertzeni ssp. finikensis, Anatololacerta oertzeni ssp. ibrahimi.

## Belege
- Dieter Glandt: Taschenlexikon der Amphibien und Reptilien Europas. Alle Arten von den Kanarischen Inseln bis zum Ural. Quelle & Meyer, Wiebelsheim 2010, ISBN 978-3-494-01470-8.